# جوستاف زاندر
جوستاف زاندر (بالسويدية: Gustaf Zander)‏ (و. 1835 – 1920 م) هو طبيب، من السويد، ولد في ستوكهولم، كان عضوًا في الأكاديمية الملكية السويدية للعلوم، توفي في ستوكهولم، عن عمر يناهز 85 عاماً.

## التعليم
تعلم في جامعة أوبسالا، ومعهد كارولنسكا.